# Estación Rincón
Pour les articles homonymes, voir Estacion et Rincón.
Estación Rincón ou Rincón est une ville de l'Uruguay située dans le département de Treinta y Tres. Sa population est de 742 habitants.

## Histoire
La ville a été fondée en 1935.

## Population
| Année | Population |
| ----- | ---------- |
| 1963  | -          |
| 1975  | -          |
| 1985  | 375        |
| 1996  | 734        |
| 2004  | 742        |

Référence,: